# Bessatsu Shōnen Sunday
Bessatsu Shōnen Sunday (別冊少年サンデー, Bessatsu Shōnen Sandē) fou una revista mensual de manga publicada per Shogakukan al Japó.

## Títols serialitzats
Llistats alfabèticament per títol.
- 4000 Man En Film, Osamu Kishimoto
- Hana to Hi to Matsuri, de Shotaro Ishinomori
- Jigokubin 3-gōsha, Takeshi Koshiro
- Kappa no Sanpei, de Shigeru Mizuki
- Kuranashi Inu, de Kazuyoshi Torii
- Michikusa, de Akio Chiba
- Mutant Sub, de Shotaro Ishinomori
- Obake no Q-tarō de Fujiko Fujio
- Onboro Bakugekitai, Hiroshi Sasagawa
- Ore wa Tetsuo-kun, Daisuke Tango
- Ōsenshū Monogatari, Yutaka Yoshida
- Osomatsu-kun, de Fujio Akatsuka
- Taishita Hacchan, Katsumi Masuko
- Taizan Daizōno 10-ban Dasha, de Hiroshi Kaizuka
- Tsurugi Kengō no Suke, Hisashi Sekiya
- Umi no Ōji, de Fujiko Fujio